# MyApps
MyApps és una plataforma al núvol que permet accedir a determinades aplicacions d'ús acadèmic, sense necessitat de tenir-les instal·lades al propi dispositu. Es pot utilitzar des de qualsevol dispositiu i navegador, només és necessari tenir accés a Internet.
Amb tecnologia del portal flexiLabs, creat per l'empresa informàtica DELL EMC, MyApps ha estat adoptada per diverses universitats, com la Universitat Rey Juan Carlos, la qual també va ajudar a desenvolupar MyApps, i la Universitat Pompeu Fabra.
El servei proporciona l'accés integral a més de 300 aplicacions especialitzades, en funció dels estudis que s'estiguin cursant. Proporciona una optimització dels recursos de programari i afavoreix l'ús de noves metodologies actives d'ensenyament i aprenentatge.

## Ús i accés[9]
Les aplicacions es troben en un mateix escriptori en línia al qual es pot accedir a través de qualsevol navegador compatible, com Internet Explorer, Firefox, Safari o Google Chrome. Per accedir a les aplicacions aprofitant tota la capacitat gràfica i de redirecció de flexiLabs és necessari instal·lar el programari client. Aquesta acció es realitza la primera vegada que s'accedeix al servei. Un cop instal·lat, cada cop que una persona usuària hi vulgui accedir, caldrà que introdueixi les seves respectives credencials, generades generalment per la universitat o institució acadèmica.
El programari client de flexiLabs es pot descarregar a través de la pestanya de descàrregues ("Downloads") a l'URL del portal principal. En aquesta pàgina estan disponibles les versions per a Windows, Linux i MacOS. També hi ha disponibles versions per iOS i Android en les respectives botigues d'aplicacions.
També es pot accedir a MyApps sense instal·lar cap programari client amb l'opció HTML5. Aquesta opció permet accedir a totes les aplicacions, però està limitada en funcionalitat, ja que no permet la redirecció multimèdia o l'accés a unitats locals.